# رایکووا موگیلا
رایکووا موگیلا (به بلغاری: Raykova mogila) یک منطقهٔ مسکونی در بلغارستان است که در شهرستان اسویلنگراد واقع شده‌است.